# Allinge Kirke
Allinge kirke er sognekirke for Allinge-Sandvig Sogn på Bornholm. Sognet blev i 1941 udskilt fra Olsker Sogn.

## Eksterne kilder og henvisninger
- Wikimedia Commons har flere filer relateret til Allinge Kirke
- "Om Allinge Kirke" Arkiveret 5. september 2010 hos  Wayback Machine fra AllingeKirke.dk
- Allinge Kirke hos KortTilKirken.dk
- Allinge Kirke hos danmarkskirker.natmus.dk (Danmarks Kirker, Nationalmuseet)